# 朴正旭
朴正旭（韓語：박정욱，1994年8月19日—），韓國男演員、模特兒。2013年出道，曾擔任SBS MTV音樂電視節目《THE SHOW S3》固定MC之一。2016年出演MBC電視劇《春日常在》，此為其出道以來首部電視劇作品。

## 出演作品

### 電視劇
| 年份   | 電視台 | 劇名           | 飾演角色 | 備註   |
| 2016年 | MBC    | 春日常在       | 具賢俊   | 出道作 |
| 2018年 | KBS    | 波濤啊，波濤啊 | 韓慶浩   |        |

### 其他電視節目
| 年份   | 電視台  | 節目名稱       | 備註                                      |
| 2013年 | SBS     | 韓國流行天王 1 | MC                                        |
| 2014年 | SBS MTV | THE SHOW S3    | MC（2014年6月3日~10月21日；與惠利、芝妍） |

## 外部連結
- 經紀公司官方網頁
- 朴正旭的Instagram帳戶